# Lac du Lauseron
Le lac du Lauseron est un lac de montagne qui se situe à 2 280 m d'altitude au sud de Méolans-Revel, dans le département des Alpes-de-Haute-Provence et la région Provence-Alpes-Côte d'Azur.

## Géographie
Le lac du Lauseron se situe dans la vallée de l'Ubaye. Il est dominé par le sommet de Roche Close (2 718 m d'altitude) et se situe dans le massif des Trois-Évêchés.  Son eau alimente un torrent qui arrose les Clarionds et vient grossir le Grand Riou de la Blanche qui se jette dans l'Ubaye au Martinet (Méolans-Revel).